# Mariano Cidad y Olmos
Mariano Cidad y Olmos (Valladolid, 4 de diciembre de 1843 - Valladolid, 5 de julio de 1903) fue un teólogo español, obispo auxiliar de Valladolid.

## Biografía
Nació en Valladolid, formándose en el seminario de su ciudad natal. En 1881 obtuvo por oposición el puesto de canónigo magistral de la Catedral de Vitoria. Tres años más tarde fue nombrado canónigo penitenciario de la Catedral de Valladolid.
El 19 de abril de 1897 fue nombrado obispo auxiliar de Valladolid, ocupando la sede el cardenal Antonio María Cascajares. Tras el fallecimiento de Cascajares en 1901, seguirá en Valladolid a cargo del sucesor del primero, José María Cos y Macho. El 25 de junio de 1903 fue nombrado obispo de Astorga, no llegando a tomar posesión de su cargo, al fallecer el 5 de julio.